# Global Gateway

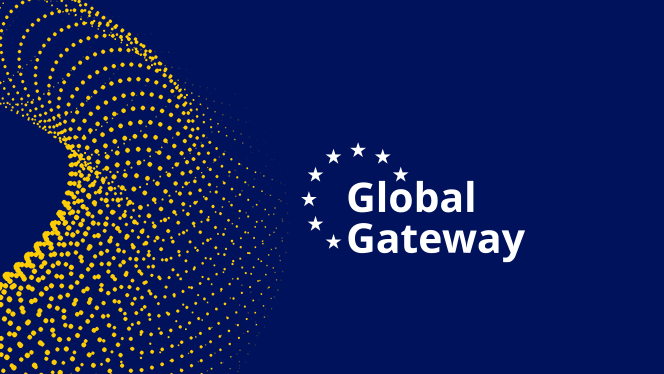
Logotipo

O Global Gateway é um projeto europeu criado pela União Europeia apresentado por Ursula von der Leyen em Bruxelas para desenvolver novas infraestruturas em países em desenvolvimento com base na Nova Rota da Seda.
A Global Gateway visa mobilizar até 300 bilhões de euros em investimentos entre 2021 e 2027 para apoiar uma recuperação global sustentável, tendo em conta as necessidades dos parceiros e os próprios interesses da UE.